# Canton de Châtenay-Malabry
Le canton de Châtenay-Malabry est une circonscription électorale française située dans le département des Hauts-de-Seine et la région Île-de-France.
À la suite du redécoupage cantonal de 2014, les limites territoriales du canton sont remaniées. Le nombre de communes du canton passe de 1 à 3.

## Histoire
Par décret du 26 février 2014, le nombre de cantons du département est divisé par deux, avec mise en application aux élections départementales de mars 2015. Le canton de Châtenay-Malabry est conservé et s'agrandit. Il passe de 1 à 3 communes.

## Représentation

### Représentation de 1985 à 2015
| Période | Période | Identité         | Étiquette    | Qualité                                                                                               |
| ------- | ------- | ---------------- | ------------ | --- |
| 1985    | 1992    | Jean Vons        | PS           | Maire de Châtenay-Malabry (1976-1992) Ancien conseiller général du Canton de Sceaux (1979-1985)       |
| 1992    | 1998    | Georges Siffredi | RPR puis RPF | Directeur de société Maire de Châtenay-Malabry (1995-2020) Suppléant de Patrick Devedjian (2002-2007) |
| 1998    | 2011    | Michèle Canet    | PS           | Professeur de mathématiques Conseillère municipale de Châtenay-Malabry depuis 2001                    |
| 2011    | 2015    | Georges Siffredi | UMP          | Maire de Châtenay-Malabry, Député de 2009 à 2010                                                      |

### Représentation depuis 2015
| Période élective | Période élective | Mandat | Mandat   | Identité         | Nuance | Nuance | Qualité |
| ---------------- | ---------------- | ------ | -------- | ---------------- | ------ | ------ | --- |
| 2015             | 2021             | 2015   | 2021     | Nathalie Léandri |        | UDI    | Professeur d'EPS Adjointe au maire du Plessis-Robinson                                                                                 |
| 2015             | 2021             | 2015   | 2021     | Georges Siffredi |        | LR     | Maire de Châtenay-Malabry (1995-2020) Député (2002-2005 et 2009-2010) Président du Conseil départemental depuis le 25 mai 2020         |
| 2021             | 2028             | 2021   | en cours | Nathalie Léandri |        | UDI    | Professeur d'EPS Adjointe au maire du Plessis-Robinson 6ème Vice-Présidente du conseil départemental (Education et numérique éducatif) |
| 2021             | 2028             | 2021   | en cours | Georges Siffredi |        | LR     | Conseiller municipal de Châtenay-Malabry (depuis 2020) Président du Conseil départemental (depuis 2020)                                |

Georges Siffredi a quitté Les Républicains en juin 2024 .

### Résultats détaillés

#### Élections de mars 2015
Lors des élections départementales de 2015, le binôme composé de Nathalie Léandri et Georges Siffredi (Union de la Droite) est élu au premier tour avec 57,23% des suffrages exprimés, devant le binôme composé de Sylvie Delaune et Richard Vidalenc (Union de la Gauche) (22,47%). Le taux de participation est de 50,32 % (26 380 votants sur 52 426 inscrits) contre 46,11 % au niveau départemental et 50,17 % au niveau national.

#### Élections de juin 2021
Le premier tour des élections départementales de 2021 est marqué par un très faible taux de participation (33,26 % au niveau national). Dans le canton de Châtenay-Malabry, ce taux de participation est de 37,7 % (20 089 votants sur 53 290 inscrits) contre 35,09 % au niveau départemental. À l'issue de ce premier tour, deux binômes sont en ballottage : Nathalie Léandri et Georges Siffredi (Union au centre et à droite, 54,01 %) et Marine Laurent et Christian Lemoine (binôme écologiste, 23,82 %).
Le second tour des élections est marqué une nouvelle fois par une abstention massive équivalente au premier tour. Les taux de participation sont de 34,36 % au niveau national, 37,05 % dans le département et 39,37 % dans le canton de Châtenay-Malabry. Nathalie Léandri et Georges Siffredi (Union au centre et à droite) sont élus avec 68,67 % des suffrages exprimés (13 695 voix pour 20 987 votants et 53 308 inscrits),,. 

## Composition

### Composition avant 2015
Le canton recouvrait la majeure partie de la commune de Châtenay-Malabry. Le nord de la commune était inclus dans le canton de Sceaux.

### Composition depuis 2015
Le canton de Châtenay-Malabry regroupe désormais trois communes entières.
| Nom                                      | Code Insee | Intercommunalité         | Superficie (km2) | Population (dernière pop. légale) | Densité (hab./km2) | Modifier                                    |
| ---------------------------------------- | ---------- | ------------------------ | ---------------- | --------------------------------- | ------------------ | ------------------------------------------- |
| Châtenay-Malabry (bureau centralisateur) | 92019      | Métropole du Grand Paris | 6,38             | 35 490 (2022)                     | 5 563              | modifier les données · modifier les données |
| Le Plessis-Robinson                      | 92060      | Métropole du Grand Paris | 3,43             | 28 893 (2022)                     | 8 424              | modifier les données · modifier les données |
| Sceaux                                   | 92071      | Métropole du Grand Paris | 3,60             | 20 740 (2022)                     | 5 761              | modifier les données · modifier les données |
| Canton de Châtenay-Malabry               | 9206       |                          | 13,41            | 85 123 (2022)                     | 6 348              | modifier les données                        |

## Démographie

### Démographie avant 2015
| 1990   | 1999   | 2006   | 2011   | 2012   |
| ------ | ------ | ------ | ------ | ------ |
| 26 137 | 26 283 | 28 711 | 29 086 | 29 260 |

### Démographie depuis 2015
En 2022, le canton comptait 85 123 habitants, en évolution de +4,42 % par rapport à 2016 (Hauts-de-Seine : +2,75 %, France hors Mayotte : +2,11 %).
| 2013   | 2018   | 2022   |
| ------ | ------ | ------ |
| 80 841 | 83 441 | 85 123 |